# Vuelo 183 de Nepal Airlines
El vuelo 183 de Nepal Airlines fue un vuelo nacional regular de pasajeros en un avión tipo de Havilland Canada DHC-6 Twin Otter, que se estrelló en la selva cerca de Dhikura VDC, unos 74 kilómetros al suroeste de Pokhara, Nepal el 16 de febrero de 2014. Un helicóptero avistó los restos carbonizados y todavía en llamas de la aeronave y notificó que el avión se había estrellado en una colina.

## Historia
El avión partió del aeropuerto de Pokhara en el centro de Nepal con quince pasajeros y tres tripulantes a bordo y fue programado para llegar al aeropuerto de Jumla en el noroeste del país, a las 13:45 hora estándar del Nepal (08:00 UTC). El vuelo de 30 minutos estaba tratando de desviarse al aeropuerto de Bhairahawa debido a las condiciones climáticas lo que originó que el contacto con el avión se perdiera. La última comunicación por radio con la tripulación de la aeronave fue a las 13:13, cuando la tripulación informó de su posición aproximada a la torre de Bhairahawa. El avión finalmente se estrelló en la selva de Masine Lek, que se encuentra en Dhikura VDC, en el distrito de Arghakhanchi.
Aunque el accidente no fue presenciado, algunos residentes vieron restos de la aeronave estrellada. Al inicio nadie fue capaz de llegar al lugar del accidente debido a la mala visibilidad. Cuando los cuerpos de rescate y recuperación finalmente llegaron al lugar del accidente, encontraron los cuerpos esparcidos por la colina.
De acuerdo con el Ejército de Nepal, el lugar del accidente se encuentra a una altitud de 7000 pies (2100 metros). Las partes de los restos del avión fueron encontrados tan lejos como de 7 kilómetros (4,3 millas) del lugar del accidente.

## Demografía de los pasajeros
De acuerdo con la Autoridad de Aviación Civil de Nepal, oficial Ram Hari Sharma, todos a bordo a excepción de un ciudadano danés eran nepaleses, entre ellos un niño.

## Investigación
El Gobierno de Nepal formó un equipo de investigación de cuatro hombres para investigar el accidente. La caja negra del avión se recuperó en el lugar. Se esperaba que el equipo de investigación informara sus conclusiones dos meses después del accidente.
El informe final de la investigación fue hecho público el 25 de agosto de 2014. Se encontró que el accidente fue causado por una falta de coordinación de la tripulación, la falta de conocimiento de la situación por parte de la tripulación y el mal tiempo.